# Embellisia leptinellae
Embellisia leptinellae är en svampart som beskrevs av E.G. Simmons & C.F. Hill 1990. Embellisia leptinellae ingår i släktet Embellisia och familjen Pleosporaceae.   Inga underarter finns listade i Catalogue of Life.